# Liga Nacional Superior de Voleibol Femenino 2010-11
La Liga Nacional Superior de Voleibol del Perú 2010-11 fue la séptima edición de la competición de voleibol profesional del Perú, comenzó el 7 de julio de 2010 y culminó el 19 de marzo de 2011. Participaron catorce equipos y se otorgó un cupo para el Sudamericano de Clubes Campeones de Voleibol Femenino 2010 para el campeón quien finalmente fue Divino Maestro.
El torneo se desarrolló principalmente en el Coliseo Niño Héroe Manuel Bonilla.

## Equipos participantes
Fueron catorce los clubes que iniciaron esta edición de la Liga Nacional Superior. El club Universitario de Deportes no culminó el torneo debido a su descalificación por los actos violentos de sus hinchas.
| Club                      | Ciudad   | Sede                              | Capacidad |
| ------------------------- | -------- | --------------------------------- | --------- |
| Alianza Lima              | Lima     | Coliseo Niño Héroe Manuel Bonilla | 3.000     |
| Camino de Vida            | Lima     | Coliseo Niño Héroe Manuel Bonilla | 3.000     |
| Circolo Sportivo Italiano | Lima     | C. D. Circolo Sportivo Italiano   | 1.000     |
| Deportivo Alianza         | Lima     | Coliseo Niño Héroe Manuel Bonilla | 3.000     |
| Divino Maestro            | Lima     | Coliseo Niño Héroe Manuel Bonilla | 3.000     |
| Géminis                   | Lima     | Coliseo Niño Héroe Manuel Bonilla | 3.000     |
| Latino Amisa              | Lima     | Coliseo Niño Héroe Manuel Bonilla | 3.000     |
| Regatas Lima              | Lima     | Coliseo Niño Héroe Manuel Bonilla | 3.000     |
| Sporting Cristal          | Lima     | Coliseo Niño Héroe Manuel Bonilla | 3.000     |
| Túpac Amaru               | Lima     | Coliseo Niño Héroe Manuel Bonilla | 3.000     |
| U. César Vallejo          | Trujillo | Coliseo Niño Héroe Manuel Bonilla | 3.000     |
| U.N.A.S.                  | Huánuco  | Coliseo Niño Héroe Manuel Bonilla | 3.000     |
| Universitario de Deportes | Lima     | Coliseo Niño Héroe Manuel Bonilla | 3.000     |
| Wanka Callao              | Huancayo | Coliseo Niño Héroe Manuel Bonilla | 3.000     |

## Torneo Apertura
Se jugó en tres etapas distintas, el campeón fue el Divino Maestro y clasificó al Cuadrangular Final.

### Primera Etapa
En esta fase del torneo jugaban los catorce equipos bajo el sistema de todos contra todos, los ocho clubes mejor ubicados clasificaron al Octogonal.
|  | Clasificado al Octogonal |

### Octogonal
Se jugó entre los ocho clasificados de la Primera Etapa en cuatro llaves de eliminación directa, los ganadores avanzaron a la Liguilla.

### Liguilla
Se jugó entre los cuatro clasificados del Octogonal en una sola rueda que definió al campeón del Apertura. El ganador fue el Divino Maestro, que aseguró un cupo en el Cuadrangular Final por el título de la Liga Nacional.

#### Tabla de posiciones
|  | Clasificado al Cuadrangular Final |

## Torneo Clausura
Fue el segundo torneo corto de la Liga Nacional, se jugó en tres etapas distintas y con el mismo formato que el Torneo Apertura. El campeón fue el Divino Maestro.

### Primera Etapa
Se jugó bajo el sistema de todos contra todos entre los catorce equipos de la Liga Nacional. Los ocho primeros clasificaron al Octogonal.
|  | Clasificado al Octogonal |

### Octogonal
Se jugó con los ocho clasificados de la Primera Etapa del Clausura en rondas de eliminación directa, los cuatro ganadores clasificaron a la Liguilla.

### Liguilla
En esta fase se definió al campeón del Clausura y a los tres clasificados al Cuadrangular Final. Al igual que en el Apertura, el campeón del Clausura fue el Divino Maestro, clasificando así al Cuadrangular Final con un punto de bonificación.
Por otro lado, los clubes Deportivo Géminis, César Vallejo y Deportivo Alianza clasificaron también al Cuadrangular por el título nacional.

#### Tabla de posiciones
|  | +1 punto bonificación en Cuadrangular Final |

## Cuadrangular final
Definió al campeón de la Liga Nacional entre los cuatro clasificados: Divino Maestro, Deportivo Géminis, César Vallejo y Deportivo Alianza.
El campeón nacional fue el Divino Maestro, tras ganar todos sus encuentros del Cuadrangular Final.

### Tabla de posiciones
|  | Campeón Liga Nacional Superior 2010-11 |
| Perú                     |
| Campeón Nacional         |
| Divino Maestro 1º título |